# Cempaka (Bumijawa)
Cempaka is een bestuurslaag in het regentschap Tegal van de provincie Midden-Java, Indonesië. Cempaka telt 4969 inwoners (volkstelling 2010).